# 라이덴프로스트 효과

라이덴프로스트 효과가 일어나는 물방울.

라이덴프로스트 효과(Leidenfrost effect)는 어떤 액체가 그 액체의 끓는점보다 훨씬 더 뜨거운 부분과 접촉할 경우 빠르게 액체가 끓으면서 증기로 이루어진 단열층이 만들어지는 현상이다.이 효과는 요리할 때 온도를 측정하기 위해 프라이팬에 물을 뿌려보는 경우 등으로 가장 흔하게 볼 수 있다. 이때 프라이팬의 온도가 라이덴프로스트 지점 이상일 경우에는 물이 프라이팬 위에서 마구 움직인다. 또한 물의 끓는점보다는 높지만 라이덴프로스트 지점 이하의 온도일 경우보다 기화하는데 시간이 더 걸리게 된다. 이 효과는 바닥에서 잽싸게 움직이는 액체 질소에서도 볼 수 있다. 또한, 이 효과는 액체 납이나 액체 질소에 손을 넣었다가 빼거나 입에 넣는 시연을 보여줄 때 사고가 일어나지 않는 이유를 설명해주기도 한다. 후자의 시연 같은 경우는 더 위험한데, 실수로 액체 질소를 삼켰을 경우 매우 위험하며 치명적인 부상을 입을 수 있다.
이 효과는 요한 고틀롭 라이덴프로스트가 그의 저서인 "A Tract About Some Qualities of Common Water"에서 처음 논의하면서 그의 이름을 따서 지어졌다.

## 효과

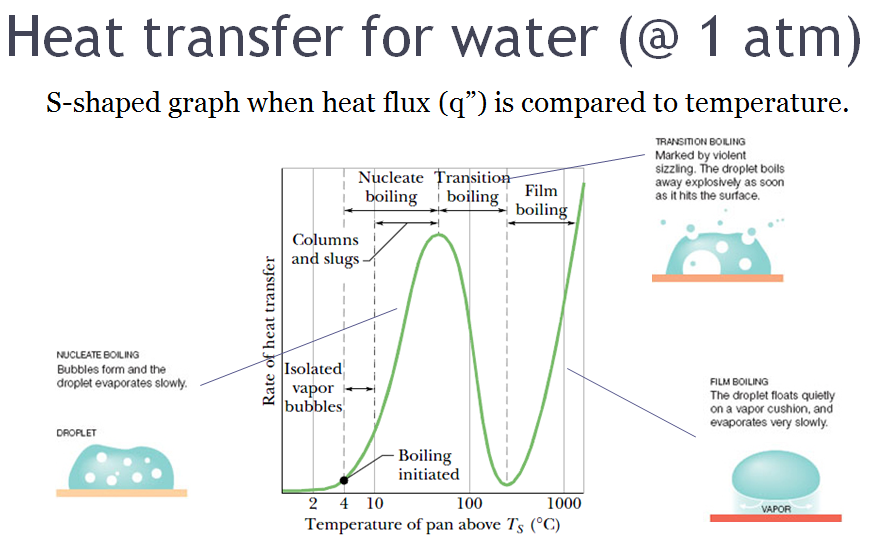
뜨거운 판 위의 물방울의 모습. 그래프는 온도 대 열전달율을 나타낸다. 라이덴프로스트효과는 천이비등 이후 발생한다.

이 효과는 달궈진 프라이팬에 물방울을 떨어트려 보는 것으로 확인할 수 있다. 처음에 프라이팬의 온도는 100℃ 직전이면 물은 퍼지면서 천천히 증발하며, 100℃에서 많이 낮은 경우에는 물은 액체 상태를 유지하고 있다. 팬의 온도가 100℃를 넘어서면 팬에 물방울이 닿을 때마다 쉬익 소리를 내면서 재빨리 증발한다. 이후, 팬의 온도가 라이덴프로스트 지점을 돌파하는 순간 라이덴프로스트 효과가 나타난다. 팬과 접촉한 물은 작은 공 모양으로 변하면서 주변으로 빠르게 움직이며, 이보다 낮은 온도에 있을 때보다 더 오랫동안 액체상태로 머무르게 된다. 이 효과는 너무 높은 온도에 노출된 물이 너무 빨리 증발하여 물방울 모양을 오랫동안 유지하게 되는 원리이다.
이 효과가 일어나게 되는 이유는 라이덴프로스트 지점 이상의 온도에서는 물방울의 바닥 부분이 순식간에 기화하기 때문이다. 이로 인해 생긴 증기는 바로 위의 물방울과 바닥 사이에 끼여 있게 되며, 물과 뜨거운 판 사이의 직접적인 접촉을 막게 된다. 증기는 열전도율이 매우 낮기 때문에 팬과 물방울 사이의 열전달은 매우 느려지게 된다. 또한, 증기층이 팬에서 미끄러지면서 물방울 또한 빠르게 움직이는 것처럼 보이게 된다.
라이덴프로스트 효과가 일어나는 온도를 예측하는 것은 쉽지 않다. 심지어 액체 물방울의 부피가 서로 동일하더라도 라이덴프로스트 효과는 복잡한 표면 성질, 액체 내의 불순물 등 상당히 여러 성질에 의존하기 때문에 라이덴프로스트 지점은 서로 다를 수 있다. 일부 연구는 이 효과에 대한 이론적인 모델을 제시하고 있지만, 이 모델은 매우 복잡하다. 아주 대략적으로, 프라이팬에 떨어진 물방울의 라이덴프로스트 지점은 약 193℃이다.
이 효과는 빅토리아 시대의 유명한 보일러 디자이너 윌리엄 페어베언이 보일러 내와 같이 뜨거운 철 표면의 물의 열전달이 매우 감소하는 현상을 연구하면서도 잘 알려졌다. 보일러 설계에 대한 강의를 한 두 편의 강의에서 그는 피레 풀리테 보팅기니(Pierre Hippolyte Boutigny)와 킹스 칼리지 런던의 보먼 교수의 연구를 인용했다. 여기서 뜨거운 철에 떨어뜨린 물은 철이 168℃일때는 거의 즉시 증발했지만, 202℃에서는 152초간 액체 상태를 유지했다고 말했다. 낮은 온도의 보일러 화실에서는 이 효과로 인해 더 빨리 물이 증발할 수 있는데, 이를 음펨바 효과와 비교해볼 수 있다. 다른 방법으로 온도가 라이덴프로스트 지점 이상으로 올라갔다. 페어베언도 이를 고려하고 플래시 보일러에 관해서 염두에 두고 있었지만 시간으로도 극복할 수 없는 기술적 측면도 고려해야 했다.
라이덴프로스트 지점은 물방울이 공중에 띄어 있을 때, 가장 오랫동안 지속되는 온도로도 알 수 있다.
이것은 초소수성 표면을 이용하여 물과 라이덴프로스트 공기층을 안정화하면서 증명할 수 있게 되었다. 이 경우, 일단 증기층이 만들어지면 냉각으로도 이 층은 작아지지 않으며, 어떠한 핵비등도 나타나지 않는다. 이 증기층은 표면이 냉각될 때만 서서히 줄어든다.
라이덴프로스트 효과는 고감도 대기질량분석법의 개발에 사용되었다. 라이덴프로스트 효과가 일어나는 떠 있는 물방울의 상태는 분자가 밖으로 나오지 않으며 오히려 이 분자들은 물방울 안으로 농축된다. 모든 분자가 농축된 물방울이 증착될려는 순간에야 짧은 시간 물방울 밖으로 분리되고 감도가 증가한다. 이 결과는 질량분석을 위한 미국 사회 저널에 등재되었다.

## 라이덴프로스트 지점

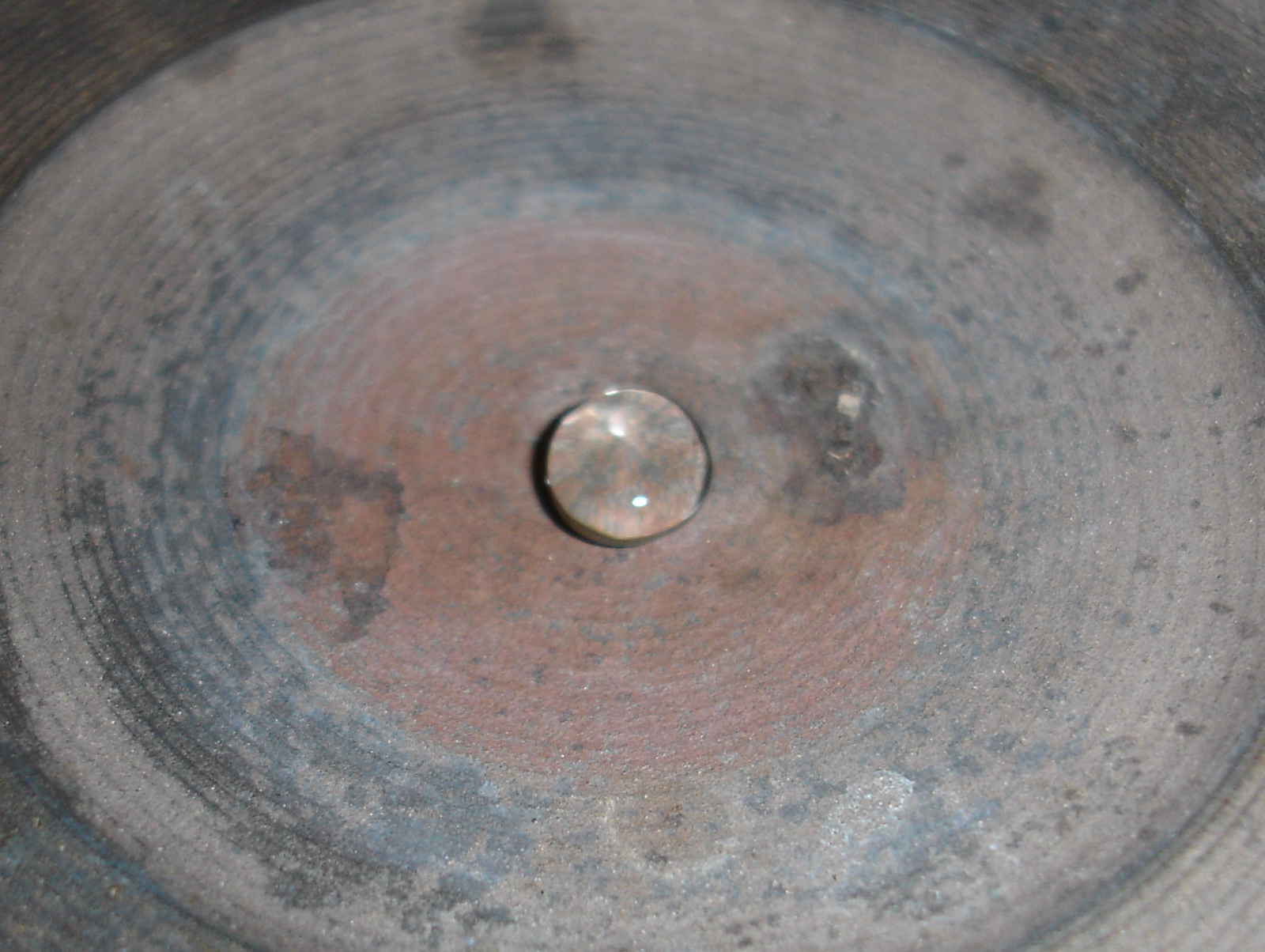
뜨거운 난로 위에서 라이덴프로스트 현상이 일어나는 물방울.

라이덴프로스트 지점은 안정한 막비등이 발생하는 지점이다. 이 때가 열유속에서 비등곡선상에 점이 최소인 때이며 표면이 완전히 증기로 덮여 있는 상태를 나타낸다. 액체 표면에서의 열전달은 증기를 통한 전도와 복사열을 통해 이루어진다. 1756년, 라이덴프로스트는 뜨거운 표면 위의 물이 증기 막의 보호를 받아 천천히 증발하면서 이리저리 움직이는 현상을 관찰했다. 표면의 온도가 증가하면서 증기막을 통한 복사열이 증가하며 온도 증가와 함께 열유속이 증가한다는 것을 밝혀냈다. 약 200도부터 라이덴 프로스트 효과가 시작된다.
크고 수평인 판 위의 최소 열유속은 제베르(Zuber) 방정식으로 유도할 수 있다.
{\displaystyle {{\frac {q}{A}}_{min}}=C{{h}_{fg}}{{\rho }_{v}}{{\left[{\frac {\sigma g\left({{\rho }_{L}}-{{\rho }_{v}}\right)}{{\left({{\rho }_{L}}+{{\rho }_{v}}\right)}^{2}}}\right]}^{{}^{1}\!\!\diagup \!\!{}_{4}\;}}}
여기서 특성은 포화온도를 통해 결정된다. 제베르 상수 C는 평균 압력의 유체에서 약 0.09이다.

## 열전달의 상관관계
열전달계수는 브롬 방정식을 이용하여 근사할 수 있다.
{\displaystyle h=C{{\left[{\frac {k_{v}^{3}{{\rho }_{v}}g\left({{\rho }_{L}}-{{\rho }_{v}}\right)\left({{h}_{fg}}+0.4{{c}_{pv}}\left({{T}_{s}}-{{T}_{sat}}\right)\right)}{{{D}_{o}}{{\mu }_{v}}\left({{T}_{s}}-{{T}_{sat}}\right)}}\right]}^{{}^{1}\!\!\diagup \!\!{}_{4}\;}}}
여기서 {\displaystyle {{D}_{o}}}는 관의 바깥지름이다. 상관관계 상수 C는 수평 실린더에서는 0.62이며 수직 판 및 구체에서는 0.67이다. 이 증기의 특성은 막 온도로 결정된다.
베레슨은 수평의 표면에 끓는 안정한 막 상태를 산출하기 위해 브롬의 방정식을 약간 수정했다.
{\displaystyle h=0.425{{\left[{\frac {k_{vf}^{3}{{\rho }_{vf}}g\left({{\rho }_{L}}-{{\rho }_{v}}\right)\left({{h}_{fg}}+0.4{{c}_{pv}}\left({{T}_{s}}-{{T}_{sat}}\right)\right)}{{{\mu }_{vf}}\left({{T}_{s}}-{{T}_{sat}}\right){\sqrt {\sigma /g\left({{\rho }_{L}}-{{\rho }_{v}}\right)}}}}\right]}^{{}^{1}\!\!\diagup \!\!{}_{4}\;}}}
수직 튜브에서 흐슈와 워스트워터는 다음과 같은 식을 도출했다.
{\displaystyle h{{\left[{\frac {\mu _{v}^{2}}{g{{\rho }_{v}}\left({{\rho }_{L}}-{{\rho }_{v}}\right)k_{v}^{3}}}\right]}^{{}^{1}\!\!\diagup \!\!{}_{3}\;}}=0.0020{{\left[{\frac {4m}{\pi {{D}_{v}}{{\mu }_{v}}}}\right]}^{0.6}}}
여기서 m은 튜브 상단부의 {\displaystyle l{{b}_{m}}/hr} 질량 유량이다.
최소 열유속을 넘는 온도에서는 복사선을 통한 열전달이 증가하며 이 상태에서 온도가 점점 올라갈수록 복사열을 통한 열전달은 상당한 양을 차지하게 된다. 따라서, 전체적인 열전달계수는 이들의 조합이다. 브롬은 수평 튜브의 외곽 표면에서 비등하는 비등막에 대한 다음 방정식을 세웠다.
{\displaystyle {{h}^{{}^{4}\!\!\diagup \!\!{}_{3}\;}}={{h}_{conv}}^{{}^{4}\!\!\diagup \!\!{}_{3}\;}+{{h}_{rad}}{{h}^{{}^{1}\!\!\diagup \!\!{}_{3}\;}}}
만약 {\displaystyle {{h}_{rad}}<{{h}_{conv}}}라면,
{\displaystyle h={{h}_{conv}}+{\frac {3}{4}}{{h}_{rad}}}
유효 복사율, 즉 {\displaystyle {{h}_{rad}}}은 다음과 같이 나타낼 수 있다.
{\displaystyle {{h}_{rad}}={\frac {\varepsilon \sigma \left(T_{s}^{4}-T_{sat}^{4}\right)}{\left({{T}_{s}}-{{T}_{sat}}\right)}}}
여기서, {\displaystyle \varepsilon }은 고체의 방사율이며 {\displaystyle \sigma }은 슈테판-볼츠만 상수이다.

## 같이 보기
- 임계열속
- 음펨바 효과
- 핵비등
- 레지온 베타 역설 (region-beta paradox)